# NGC 6291
NGC 6291 ist eine 14,1 mag helle elliptische Galaxie im Sternbild Drache am Nordsternhimmel, die schätzungsweise 240 Millionen Lichtjahre von der Milchstraße entfernt ist.
Das Objekt wurde am 13. August 1885 von Lewis A. Swift entdeckt.